# 亜硫酸レダクターゼ (フェレドキシン)
亜硫酸レダクターゼ (フェレドキシン)（sulfite reductase (ferredoxin)）は、セレノアミノ酸代謝および硫黄代謝酵素の一つで、次の化学反応を触媒する酸化還元酵素である。
硫化水素 + 6 酸化型フェレドキシン + 3 H2O {\displaystyle \rightleftharpoons } 亜硫酸 + 6 還元型フェレドキシン + 6 H+
反応式の通り、この酵素の基質は硫化水素と酸化型フェレドキシンとH2O、生成物は亜硫酸と還元型フェレドキシンとH+である。補因子として鉄を用いる。
組織名はhydrogen-sulfide:ferredoxin oxidoreductaseで、別名にferredoxin-sulfite reductaseがある。